# マグロに賭けた男たち
2003年2月から2020年12月まで放送された『マグロに賭けた男たち』（マグロにかけたおとこたち）は、テレビ朝日のドキュメンタリー番組。
2022年2月には『新マグロに賭けた男たち』として、テレビ東京で放送された。

## 概要
主に青森県の大間崎近辺に住むマグロ漁師にスポットを当てて、取材している。特にベテラン漁師の渡辺良吉氏、マグロがなかなか釣れない耐乏漁師山本秀勝氏の物語は人気で、地元大間では彼らの自宅前や船の置き場所は観光名所になっている。
映像の迫力と漁師の人生物語が視聴者の支持を得ている。また、大間の一本釣り漁が近年ハイテク化されている状況もとりあげている。マグロの群れを見つけるソナーを搭載する船が多くなり、時代とともに変わりゆく漁業をつぶさに記録している。
中断時期を挟んで2003年から2020年の大晦日まで放送されたが、2022年に入ってテレビ東京が『新マグロに賭けた男たち2022〜奇跡の大逆転〜』の放送を発表。「放映権移動」の形で、テレ朝での放送がひとまず終了した。
2023年版は地上波での放送が一旦終了する代わりに、テレビ東京とTBSテレビが運営する動画コンテンツサービス「Paravi」のオリジナルコンテンツとして「新マグロにかけた男たち2023～地獄の海で一攫千金～」と題し、2022年12月から2023年春にかけて、番組史上初の連続配信形式で全10話を配信する。今回はマグロが滅多に表れない「地獄の海」釣り上げれば値段が跳ね上がるといわれる一攫千金を狙える場を舞台に、約2か月以上にわたる長期ロケーションを敢行。主人公の山本氏親子を中心に漁の模様は勿論のこと、漁師の知られざる一面やプライベートも描きながら、テレビのような時間上の制約が一切なく、配信ならではの展開も予定されている

## 放送日時

### マグロに賭けた男たち
- テレビ朝日系列で放送。
- 視聴率はビデオリサーチ関東地区調べ。

1. 2003年2月12日（スイスペ!）視聴率 12.7%
2. 2004年1月14日（スイスペ!）視聴率 12.4%
3. 2005年1月22日（ドスペ!）視聴率 16.8%　第22回ATP賞ドキュメンタリー部門優秀賞受賞
4. 2006年1月21日（ドスペ!）視聴率 17.1%
5. 2006年2月28日19:00 - 21:48 (JST) 視聴率 13.5%
6. 2007年1月1日18:00 - 20:54(JST) 視聴率 11.5%
7. 2007年1月27日19:00 - 21:48（ドスペ!）視聴率 9.7%
8. 2007年12月30日18:30 - 20:54 視聴率 13.1%
9. 2008年3月25日19:00 - 21:48 視聴率 8.5%
10. 2014年9月28日13:55 - 15:25 『マグロに賭けた男たち2014夏』（サンデープレゼント）
11. 2015年2月8日18:57 - 20:54 『マグロに賭けた男たち2015』
12. 2016年1月10日20:58 - 23:10 『マグロに賭けた男たち2016〜悲運の親子漁師…極寒の死闘スペシャル〜』（日曜エンターテインメント）
13. 2018年2月18日15:20 - 16:30 『マグロに賭けた男たち特別編〜悲運の漁師スペシャル〜』
14. 2018年2月18日18:00 - 20:00 『マグロに賭けた男たち2018〜あの悲運の漁師は？極寒の死闘スペシャル〜』視聴率 11.8%
15. 2019年3月16日13:59 - 15:20 『マグロに賭けた男たち特別編〜悲運の漁師の軌跡スペシャル〜』
16. 2019年3月16日18:56 - 20:54 『マグロに賭けた男たち2019"絆"』視聴率 9.9%
17. 2020年1月12日13:55 - 15:20 『マグロに賭けた男たち特別編』
18. 2020年1月12日20:00 - 22:01 『マグロに賭けた男たち2020』（日曜プライム[3][4]）
19. 2020年12月31日6:00 - 8:55 『マグロに賭けた男たち 天国と地獄 悲運の漁師SP』※特別編
20. 2020年12月31日「マグロに賭けた男たち 大晦日 俺は負けない！」（『ザワつく!大晦日（「ザワつく!金曜日」特別版）』21:30 - 23:00内で放送）

### 新マグロに賭けた男たち
1. 2022年2月7日 - 2月9日（3日連続放送）17:30 - 18:25 テレビ東京系列にて放送『新マグロに賭けた男たち2022〜奇跡の大逆転〜』
系列外では、2022年4月30日に、広島テレビ放送（日本テレビ系列）で13:00 - 15:55に3日分を集中放送した。
2. 2022年12月9日 - 2023年春（予定） Paravi独占配信 『新マグロに賭けた男たち2023～地獄の海で一攫千金～』（全10回）

## スタッフ

### 新マグロに賭けた男たち
- 語り - 渡辺篤史、平野義和(2023年夏〜)
- 構成 - 外山信行
- 撮影 - 河邉則宏、柳澤將喜、金晃成
- EED - 堀内雅也
- MA - 橋本光平
- 音効 - 中島克
- CG - WILD GOOSE
- デスク - 後藤由枝
- 協力 - 大間漁業協同組合
- 技術協力 - e-naスタジオ
- ディレクター - 山中正之、長沢孝至
- プロデューサー - 林祐輔(テレビ東京)、川口伸之
- 制作 - テレビ東京、大河プロダクション

### マグロに賭けた男たち

#### 2015年2月5日放送分
- 語り - 渡辺篤史
- 構成 - 岩井田洋光
- 撮影 - 河邉則宏、田所正明、柳澤將喜
- 音効 - 中島克
- CG - WILD GOOSE
- EED - 篠谷優
- MA - 松尾隆裕
- 協力 - 大間漁業協同組合
- 技術協力 - e-naスタジオ
- 編成 - 島川博篤・西岡佐知子（2人共テレビ朝日）
- 宣伝 - 井上恵莉子（テレビ朝日）
- デスク - 原莉加子（テレビ朝日）
- AD - 西塚佳恭、加藤篤志
- AP - 犬飼真未
- ディレクター - 小野寺崇、山中正之
- プロデューサー - 川口伸之・國玉譲治（2人共大河プロ）、寿崎和臣（テレビ朝日）
- ゼネラルプロデューサー - 寺田伸也（テレビ朝日）
- 制作 - テレビ朝日、大河プロダクション

#### 過去のスタッフ
- ナレーション - 内海賢二、武田広
- 構成 - 鵜沢茂郎、榎淳一郎
- 撮影 - 小松直哉、川村昌範、高橋秀典、倉渕宏幸、田村雄一
- 編集 - 吉岡聡、田中政行
- EED - 望月浩久
- MA - 富永憲一
- CG - 山本貴歳（テレビ朝日）
- 宣伝 - 曲尾由香（テレビ朝日）
- デスク - 佐藤まゆみ（テレビ朝日）
- AD - 中鳥晃貴
- AP - 川名佳菜
- ディレクター - 緑川大介、村松敬太
- 演出 - 中川明（大河プロ）
- プロデューサー - 谷村幸治（テレビ朝日）
- ゼネラルプロデューサー - 山下浩司（テレビ朝日）

## 関連番組
- マグロ (テレビドラマ) - 当番組を原作にしたテレビ朝日系のテレビドラマで、2007年1月4日と1月5日に新春ドラマスペシャルとして放送された。
- 日曜ビッグバラエティ（テレビ東京） - 同類の内容のドキュメンタリー番組「決定版!巨大マグロ戦争」を放送。
- 巨大マグロを追え!一攫千金にかける男達 津軽海峡!死闘伝説（TBS） - 2007年1月6日放送の、同類内容ドキュメンタリー番組。